# Patricio Julián Rodríguez
Patricio Julián Rodríguez noto come Pato Rodríguez (Quilmes, 4 maggio 1990) è un calciatore argentino, centrocampista del Bolívar.

## Palmarès

### Club

#### Competizioni nazionali
- Campionato malaysiano: 1

Johor Darul Ta'zim: 2015
- Campionato boliviano: 2

Bolívar: Apertura 2022, 2024

#### Competizioni statali
- Campionato paulista: 2

Santos: 2012, 2016

#### Competizioni internazionali
- Coppa Sudamericana: 1

Independiente: 2010
- Recopa Sudamericana: 1

Santos: 2012